# Juichi Nagatani
Juichi Nagatani (jap. 永谷寿一 Nagatani Juichi; ur. 27 stycznia 1903), zm. 3 lutego 1953) – japoński lekkoatleta, długodystansowiec.
Podczas igrzysk olimpijskich w Amsterdamie (1928) zajął 19. miejsce w biegu na 10 000 metrów oraz 48. miejsce w maratonie (czas 3:03:34).
Rekordzista kraju w biegach na 5000 (do poziomu 15:40,6) oraz 10 000 metrów (do poziomu 32:11,8).